# 37. Magyar Filmszemle
A 37. Magyar Filmszemlét 2006. január 31. – február 7. között rendezték. A rendezvény főszervezője a Magyar Filmművészek Szövetsége és a Magyar Mozgókép Közalapítvány, szervezők továbbá a Cinemafilm Kft. és a Magyar Filmunió voltak. Az esemény számos külföldi szakember részvételével zajlott, köztük fesztiválszervezők, filmkritikusok, producerek valamint a Variety, a Screen International, The Hollywood Reporter, a Cineuropa és az Écran Total újságírói.
A szemletanács elnöke Janisch Attila filmrendező, tagjai Mihályfy László és Székely Orsolya dokumentumfilmes rendezők, Szomjas György filmrendező, a Filmművészek Szövetségének főtitkára, Molnár György és Hartai László filmrendezők, Tóth Erzsébet, az MMKA főtitkára, valamint Garami Gábor producer. A szervezőbizottság elnöke Veressné dr. Kozma Ilona volt.
A szemle helyszíneinek a Palace Mammut, a Millenáris Teátrum, valamint az Uránia Nemzeti Filmszínház adott otthont.
A 37. Magyar Filmszemle versenyprogramjában összesen 103 alkotás indult. Játékfilm kategóriában 24 darab 35 mm-es filmre és elektronikára készült alkotás került versenybe.

## Játékfilmes zsűri
- Dimitri Eipides elnök – számos filmfesztivál alapítója, igazgatója
- Mike Goodridge – filmkritikus
- Manuel Grosso – a Sevillai filmfesztivál igazgatója
- Balog Gábor – operatőr, rendező
- Szász János – rendező

### Nagyjátékfilmek
- Bacsó Péter: De kik azok a Lumnitzer nővérek?
- Bagó Bertalan: Vadászat angolokra
- Barnóczky Ákos: Szőke kóla
- Bollók Csaba: Miraq
- Fonyó Gergely: Tibor vagyok, de hódítani akarok!
- Gárdos Péter: Az igazi Mikulás
- Goda Krisztina: Csak szex és más semmi
- Hajdu Szabolcs: Fehér tenyér
- Incze Ágnes: Randevú
- Kapitány Iván: Kútfejek
- Lengyel Andor: Fej vagy írás
- Mundruczó Kornél: Johanna
- Pacskovszky József: Lopott Képek
- Pálfi György: Taxidermia
- Pálos György: Sztornó
- Rudolf Péter: Üvegtigris 2.
- Szabó István: Rokonok
- Szaladják István: Madárszabadító, felhő, szél
- Szemző Tibor: Az élet vendége
- Tímár Péter: A Herceg haladéka
- Iglódi István: A gyertyák csonkig égnek
- Kocsis Ágnes: Friss levegő
- Mészáros Péter: Stammbuch
- Nemes Gyula: Egyetleneim

### Díjak
- Fődíj: Taxidermia – rendező Pálfi György – elismerve innovatív és elgondolkodtató sajátosságait. A film sikeresen mutatja be világunkról alkotott fiatalos és fantáziagazdag látomását, melyet kreatívan és nagy szakértelemmel kivitelez.
- Rendezői díj: Hajdu Szabolcs: Fehér tenyér – Egy sors alakulásának életszerű, hiteles, érzelmes ábrázolásáért.
- Rendezői látvány-díj: Szemző Tibor: Az élet vendége – Csoma-legendárium – Az útkereső, rendező zeneszerzőnek egy, a hagyományokat tisztelő és megújító, egyéni látványvilág megteremtéséért.
- Operatőri díj /megosztva/: Nagy András – a Johanna című filmben nyújtott újszerű képi megfogalmazásáért, valamint a Fehér tenyér című film – hiteles fényképezéséért és Máthé Tibor a Vadászat angolokra című film képi világának magas szintű megteremtéséért
- Elsőfilmes rendezői, Simó Sándor-díj: Kocsis Ágnes: Friss levegő – A film konzekvens, képi és dramaturgiai eszközökkel megteremtett hitelességéért, atmoszférájáért.
- Forgatókönyv-írói díj: Goda Krisztina, Heller Gábor, Divinyi Réka: Csak szex és más semmi – A sajátos humorral megírt és fordulatokban gazdag történetmesélésért.
- Legjobb női alakítás díja: Tóth Orsi: a Johanna és az Egyetleneim c. filmben nyújtott kiemelkedő alakításáért.
- Legjobb férfi alakítás díja: Csányi Sándor: Csak szex és más semmi c. filmben nyújtott alakításáért.
- Legjobb női epizódszerep: Stanczel Adél a Taxidermia c. filmben nyújtott teljesítményéért.
- Legjobb férfi epizódszerep: Czene Csaba a Taxidermia és a Miraq c. filmben nyújtott alakításáért.
- Produceri díj: A Fehér tenyér című film produceri gárdája kapja, a film megvalósulása érdekében végzett tevékenységéért, összefogásáért. A díjat kapja: Angelusz Iván, Kovács Gábor, Pataki Ágnes, Reich Péter.
- Legjobb eredeti filmzene díj: Tallér Zsófia: a Johanna c. operafilm zenéjének megkomponálásáért.
- Látványtervezői díj: A Taxidermia című film látványtervezői gárdája: Asztalos Adrien /díszlet, látvány/, Szőlőssi Géza /látvány, ötletek/, Patkós Júlia: /jelmez/, Haide Hildegard /maszk/, Pohárnok Iván /speciális maszk/. A film mikro- és makrovilágának következetes, pontos és érzékletes, megújító megteremtéséért.
- Aranyolló díj: Politzer Péternek a Fehér tenyér c. film vágásáért.
- Aranymikrofon díj: Zányi Tamás: Az élet vendége – Csoma-legendárium c. filmben végzett hangmérnöki munkájáért.

### Különdíjak
- Zöld Holló fődíj / Diákzsűri Díja: a Taxidermia c. filmalkotásért, Pálfi György.
- Gene Moskowitz-díj: Fehér tenyér és Taxidermia
- Közönségdíj: Hajdu Szabolcs: Fehér Tenyér

## Kísérleti- és kisjátékfilmes zsűri
- Hirsch Tibor, elnök – filmesztéta
- Kardos Sándor – operatőr, rendező
- Podmaniczky Szilárd – író

### Kísérleti és kisjátékfilmek
- Buvári Tamás: Kivégzés
- Czigány Zoltán: Ecseri tekercsek –
- filmfelvételek az 1956-os forradalom napjaiból
- Csuja László: Szivarfüst
- Deák Péter: Kontraszt
- Dési András György, Móray Gábor: A 639. Baba
- Falvay Miklós: Futta
- Gergely Zoltán: Szupermosás
- Gerő Marcell: Lux úr szabadalma
- Gigor Attila Rossz helyen szálltunk le
- Halász Péter: Herminamező – Szellemjárás
- Igor és Iván Buharov: Egyvezérszavas védelem
- Iványi Marcell: Ballada
- Jánossy Natália: Csendélet hallal és más tragikus momentumokkal
- Köves Krisztián Károly: Tóbi
- László Péter: Oldalbordák
- Madarász István: Előbb-utóbb
- Nagy Viktor: A tárca
- Orosz Dénes: Melletted
- Pater Sparrow: RECYCLed/Pro-Reo-Neo
- Politzer Péter: Csendes éj
- Regula Gergely: Panel Párbaj
- Sólyom Miklós: Ebéd
- Sopsits Árpád: Forgás
- Spáh Dávid: Aqua
- Szirmai Márton: Minden nap egy új kaland
- Szőke András Gábor, Csillag Tamás: Kontakt
- Tóth Barnabás: Autogram
- Török Ferenc: Csodállatos vadállatok

### Díjak
- Kisjátékfilmes kategória fődíj: Buvári Tamás: Kivégzés
- Elismerő oklevél: Török Ferenc: Csodállatos vadállatok
- Kísérleti film kategória fődíja: Halász Péter: Herminamező – Szellemjárás c. filmje.
- Elismerő oklevél:Pater Sparrow: RECYCLED/Pro-Reo-Neo

## Dokumentumfilmes zsűri
- Dér András, elnök – rendező, operatőr
- Veress József – filmkritikus
- H. Sas Judit – szociológus

### Dokumentumfilmek
- B. Révész László: Diogenész hordót keres
- Bálint Arthur: Ikrek
- Buglya Sándor: Bánya utca
- Csáki László, Pálfi Szabolcs: Egerszalók
- Dobray György: Gólyamese
- Domokos János: Kint és bent
- Erdélyi János: Az utolsó földművesek
- Forgács Péter: A fekete kutya – Történetek a spanyol polgárháborúból
- Hajdú Eszter: Otthonunk – Tarnabod
- Kisfaludy András: Scampolo
- Kiss Róbert: Két fillér – hét krajcár
- Kresalek Gábor: A gyöngéd barbár (Portréfilm Szemadám György festőművészről)
- Lakatos Róbert: Moszny
- Litauszki János: Cérnaszálon Mispál Attila: Pege Aladár – „Pegenini”
- Molnár József: Ata filmje – Ata Kandó portré
- Nagy Ernő: Eötvenhat
- Németh Gábor Péter: Végállomások
- Pacskovszky József: Móser Zoltán fotóművész
- Papp Gábor Zsigmond: A menekülő egyetem
- Pesty László: Egy nap
- Petényi Katalin, Kabay Barna: A közvetítő – Magyar bencések szolgálata
- Petőcz Tamás: Popova Aleszja
- Ruszkai Nóra: Bahama
- Seprődi Kiss Attila: Fischer István színhelyei
- Sipos István: Hazaérés
- Sipos József: Határtalan szellem – Eltéphetetlen gyökerek
- Szabó Ferenc: „Drágim”
- Szakály István: A Fehér Galamb
- Szalay Péter: Határeset
- Szilágyi Kornél: Modern Rómeó
- Tóth Artin: Érintettek II.
- Varga Zsuzsanna: Szomszédok voltak
- Wilt Pál: A másik Csepel
- Yale Strom: Egy ember Munkácsról – Jávori Ferenc portréja
- Zágoni Balázs: Képzelt forradalom (Osztrák-Magyar-Románia)
- Zderek Valenta, Vaslav Propokovic: Szajber-történet

### Díjak
- Fődíj: Forgács Péter: FEKETE KUTYA – Történetek a spanyol polgárháborúból
- Rendezői díj: megosztva: Dobray György: GÓLYAMESE és Litauszky János: CÉRNASZÁLON
- Operatőri díj: Bálint Arthúr: Ikrek, Moszny, Józsi nővér és a sárga bicikli
- Schiffer-Pál – díj: Szalay Péter: HATÁRESET
- Elismerő oklevél: EGY EMBER MUNKÁCSRÓL – Jávori Ferenc portréja Rendező: Yale Strom
- Esélyegyenlőség díja: Tóth Artin: ÉRINTETTEK II. – Patrik

## Tudományos- és ismeretterjesztő filmes zsűri
- Lugossy László, elnök – filmrendező
- Simon Károly – ipari formatervező, egyetemi tanár
- Petróczy Sándor – a Mozisok Országos Szövetségének elnöke

### Tudományos-Ismeretterjesztő filmek
- Duló Károly: Országépítő
- György István: A XX. század tanúja Búza Barna
- Kocsis Tibor: Időzített bombák (A Tisza vízgyűjtő szennyezőforrásai)
- Kormos Ildikó: Méregkeverők
- Lakatos Iván: A Casus-belli ember
- Lakatos Iván: A szibériai halott
- Magyar Tamás: Suba subával…
- Molnár Attila Dávid: Farkaslesen
- Mosonyi Szabolcs: Gyapjaspille – Hernyók a Pokolból
- Tóth Zsolt Marcell: Egy nap pompa – Tiszavirág
- Vékás Péter: A szobor
- Zajti Gábor: Az építészet Bartókja – Medgyaszay István

### Díjak
- Fődíj: Lakatos Iván: A Casus-Belli ember
- Rendezői díj: Mosonyi Szabolcs: Gyapjaspille – Hernyók a pokolból

## Versenyen kívül
- Adrian Rudomin: Harag napja
- Ács Miklós: Shocking[1]
- Dömötör Tamás: Premier
- Gyöngyössy Bence: Egy szoknya, egy nadrág
- Kasvinszki Attila: Káosz 2005
- Nacer Khemir: Bab' Aziz
- Sereglei András: Drága barátaim
- Szentgyörgyi Rozi: Szajhák és igricek
- Simon Aeby: A hóhér

## Egyéb díjak
- Magyar Mozgókép Mestere: Nepp József, rajzfilmrendező
- Életműdíjasok
  - Agárdy Gábor, színész (1922–2006)
  - Dargay Attila, animációsfilm-rendező
  - György István, filmrendező
  - Szalontai Árpádné, rendező-asszisztens, dramaturg